# Луковецкое сельское поселение
Луковецкое сельское поселение или муниципальное образование «Луковецкое» — упразднённое муниципальное образование со статусом сельского поселения в Холмогорском муниципальном районе Архангельской области России.
Соответствует административно-территориальной единице в Холмогорском районе — Луковецкому сельсовету.
Административный центр — посёлок Луковецкий.

## География
Сельское поселение находится на севере Холмогорского района, на правом берегу реки Северная Двина. Также выделяются реки: Большая Юра, Малая Юра. Граничит с МО «Ухтостровское» на северо-западе, с МО «Луковецкое» и МО «Усть-Пинежское» на юге.

## История
Муниципальное образование было образовано в 2006 году.

## Население
| 2010  | 2011  | 2012  | 2013  | 2014  | 2015  |
| ----- | ----- | ----- | ----- | ----- | ----- |
| 2729  | ↘2715 | ↘2573 | ↘2486 | ↘2379 | ↘2321 |
| 2016  | 2017  | 2018  | 2019  | 2020  | 2021  |
| ↘2204 | ↘2172 | ↘2088 | ↘2022 | ↘1951 | ↗2161 |

## Состав сельского поселения
| №  | Населённый пункт | Тип населённого пункта          | Население |
| -- | ---------------- | ------------------------------- | --------- |
| 1  | Амосово          | деревня                         | →0        |
| 2  | Глухое           | деревня                         | ↘2        |
| 3  | Заручей          | деревня                         | →0        |
| 4  | Кеницы           | деревня                         | ↘0        |
| 5  | Кеницы           | железнодорожная станция         | ↘0        |
| 6  | Кожево           | деревня                         | →0        |
| 7  | Луковецкий       | посёлок, административный центр | ↗2735     |
| 8  | Новина           | деревня                         | ↗20       |
| 9  | Поташевская      | деревня                         | ↗90       |
| 10 | Сетигоры         | деревня                         | ↗1        |
| 11 | Среднепогостская | деревня                         | ↗103      |
| 12 | Тарасово         | деревня                         | ↘9        |
| 13 | Тереховское      | деревня                         | →5        |
| 14 | Шолково          | деревня                         | →0        |
| 15 | Юра              | деревня                         | ↘2        |